# Onthophagus proletarius
Onthophagus proletarius là một loài bọ cánh cứng trong họ Bọ hung (Scarabaeidae).